# Давай закурим
Теплый ветер дует.

Развезло дороги.

И на Южном фронте

Оттепель опять.

Тает снег в Ростове,

Тает в Таганроге.

Эти дни когда-нибудь

Мы будем вспоминать

«Дава́й заку́рим» — песня времён Великой Отечественной войны Модеста Табачникова на стихи поэта Ильи Френкеля.

## О чём поётся в песне
Речь идёт о зиме 1941—1942 годов. В некоторых сборниках песня датируется 1942 годом, но в основном — 1941 годом (декабрь 1941 г.). Осенью 1941 года на Южном фронте очень рано выпал снег, а после вдруг неожиданно потеплело, дороги раскисли и превратились в грязь. Именно в это время советские войска предприняли контрудар под Ростовом-на-Дону, в результате которого 28 ноября 1941 года был освобожден этот город, а гитлеровские войска потерпели первое крупное поражение и не смогли пробиться к кавказской нефти. Текст в разных источниках варьируется. На фонограммах Клавдии Шульженко в третьем куплете — «А когда не будет фашистов и в помине», в другом источнике — «А когда не станет горя и в помине».

## История
Написана композитором Модестом Ефимовичем Табачниковым и поэтом Ильёй Львовичем Френкелем в 1941 году.
Впервые исполнена в Доме офицеров города Каменска-Шахтинского Ростовской области.
Стихотворение Ильи Френкеля «Давай закурим!» было опубликовано 22 января 1942 года газетой «Комсомольская правда» с подзаголовком «Песенка Южного фронта» (без нот и без упоминания автора музыки).

## Исполнители
- Клавдия Шульженко[4]
- Леонид Пшеничный и Ансамбль им. А. В. Александрова
- Людмила Гурченко[5]
- Михаил Рыба
- Ефрем Флакс[6]
- Михаил Новохижин
- Ренат Ибрагимов